# Украинская консервативная партия
Украинская консервативная партия (УКП) (укр. Українська консервативна партія (УКП)) — политическая партия на Украине. Зарегистрирована Министерством юстиции Украины 25.03.2005, свидетельство № 124.
Основной задачей УКП провозглашает «содействие созданию Украины, как сильного государства и упрочнение её роли в мире».
Руководящим органом УКП является политсовет. На данный момент президентом партии является Сенченко, Николай Иванович.
УКП самостоятельно принимала участие в парламентских выборах в 2006 году. По итогам голосования набрала 25123 голоса (0,09 %), заняв при этом 31 место среди 35 участников. В 2007 году партия в выборах участия не принимала.
Партия создавалась на базе Межрегиональной академии управления персоналом (МАУП), под парламентские выборы 2006 г. Первым руководителем партии стал президент Межрегиональной Академии управления персоналом Щекин Георгий Васильевич. В первой пятёрке кандидатов участвовали также: Головатый Николай Федорович — первый вице-президент МАУП, Яременко Василий Васильевич — директор института МАУП. После поражения партии на выборах, Георгий Щокин устранился от руководства партией, а сама организация практически перестала работать.